# Precursor (chimie)
În chimie, un precursor este un compus chimic care participă într-o reacție chimică, având ca scop transformarea sa într-un alt compus (numit produs).  În biochimie, termenul face referire mai specifică la acei compuși chimici care precedă un produs într-o anumită cale metabolică, cum este de exemplu cazul precursorilor proteici.